# Crookston (Otago)
Crookston  est une petite localité rurale située dans la région de West Otago (en), dans l’Île du Sud de la Nouvelle-Zélande. 

## Situation
Elle est localisée sur le trajet de la route State Highway 90/SH 90 (en) entre la ville de Tapanui et celle d’Edievale, et siège à 6 km à l’est de la ville d’Heriot.

## Toponymie
Le nom de Crookston est en l’honneur du premier géomètre de la région. 
La localité était précédemment connue sous le nom de « Crookston Flat» et aussi de « McKellars Flat» .